# Travesseiro (Rio Grande do Sul)
Travesseiro é um município brasileiro do estado do Rio Grande do Sul.

## História
Colonizado por imigrantes alemães e italianos, o município emancipou-se de Arroio do Meio em 1992, fruto de um movimento emancipacionista nascido na década de 1980. O nome se deve a ser um local de travessia do arroio Jacaré, atual rio Forqueta, sendo um ponto de passagem pela água.

## Geografia e turismo
Formado por muitas montanhas, que ocupam 75% do território, tem como principais atrativos turísticos o Morro Pilão (também chamado Morro dos Pretto), cachoeiras, o monumento dos Maragatos e a Gruta de Nossa Senhora de Lourdes, além de ser destino de cicloturismo.